# Захід (фільм, 1988)
Захід (англ. Sunset) — американський детектив 1988 року режисера Блейка Едвардса.

## Сюжет
1929 рік. У Голлівуд приїжджає знаменитий шериф Вайетт Ерп, щоб стати консультантом фільму про себе самого. Його роль в картині дістається головній зірці вестернів того часу Тому Міксу. Одного вечора Ерп і Мікс вирушають до бару, де стають мимовільними свідками вбивства господині бару. Ерп помічає машину на якій тікає вбивця, але місцева поліція не надає значення словам старого шерифа. Тоді Вайетт Ерп і Том Мікс починають власне розслідування.

## У ролях
| Актор              | Роль                    |
| ------------------ | ----------------------- |
| Брюс Вілліс        | Том Мікс                |
| Джеймс Гарнер      | Вайетт Ерп              |
| Малкольм Макдавелл | Альфі Альперін          |
| Меріел Хемінгуей   | Шеріл Кінг              |
| Кетлін Квінлан     | Ненсі                   |
| Дженніфер Едвардс  | Вікторія Альперін       |
| Патриція Годж      | Крістіна Альперін       |
| Річард Бредфорд    | капітан Блекворт        |
| М. Еммет Волш      | шеф Марвін Дібнер       |
| Джо Даллесандро    | Голландець Кіффер       |
| Андреас Кацулас    | Артур                   |
| Денн Флорек        | Марті Голдберг          |
| Білл Маркус        | Гел Флінн               |
| Майкл С. Гвін      | Муч                     |
| Дермот Малруні     | Майкл Альперін          |
| Міранда Гаррісон   | іспанська танцівниця    |
| Ліз Торрес         | Роза                    |
| Кастула Гуерра     | Панчо                   |
| Декін Меттьюз      | Вільям Сінгер           |
| Вернон Веллс       | австралійський вибивала |